# Lophichthys boschmai
Lophichthys boschmai är en fiskart som beskrevs av Boeseman, 1964. Lophichthys boschmai ingår i släktet Lophichthys och familjen Lophichthyidae. Inga underarter finns listade i Catalogue of Life.